# Archidendron glabrifolium
Archidendron glabrifolium là một loài thực vật có hoa trong họ Đậu. Loài này được (T.L.Wu) I.C.Nielsen miêu tả khoa học đầu tiên.